# Godło Polskich Drużyn Strzeleckich

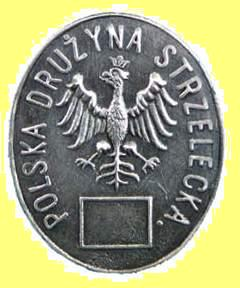
Godło Polskich Drużyn Strzeleckich

Godło Polskich Drużyn Strzeleckich (tzw. blacha) – odznaka noszona na czapkach przez członków Polskich Drużyn Strzeleckich (PDS), wprowadzona oficjalnie 1 października 1913 roku.
Była to owalna (38 x 30 mm), metalowa i oksydowana blaszka. Użytym materiałem była alpaka. Umieszczono na niej orła w otwartej koronie, stylizowanego na wzór orła z czasów jagiellońskich. Ponadto nad nim umieszczono półkolisty napis: „POLSKA DRUŻYNA STRZELECKA”, a na dole prostokątne puste pole. W tym miejscu wybijany miał być kolejny numer.
Przyjęte godło było formą pieczęci używanej w PDS do sygnowania wydawanych pism. Autorem takiego rozwiązania był Władysław Winiarski-Oset, członek Komendy Okręgu II krakowskiego PDS.